# گیتار الکتروآکوستیک
گیتار الکترو آکوستیک (Acoustic-electric guitar) در ظاهر بسیار به گیتار آکوستیک شباهت دارد، و در واقع تفاوت اصلی ان‌ها در صدای تولید شدهٔ آنها است.
این تفاوت نیز به دلیل ساختار پیشرفته تر گیتار الکترو آکوستیک نسبت به گیتار آکوستیک است که در داخل ان از مدارهای الکترونیکی استفاده می‌شود.
در واقع قسمت عمدهٔ این تفاوت مربوط به داخل گیتارهای الکتروآکوستیک است که در ان از پیکاپ استفاده می‌شود که به موجب آن می‌توان از پردازش صدای خام گیتار آکوستیک توسط اجزای دیگر بهره برد.
در داخل این نوع گیتار علاوه بر پیکاپ گاهی از پیچ‌هایی برای تنظیم صدای گیتار (اکولایز) یا تیونر برای کوک کردن ان استفاده می‌شود.

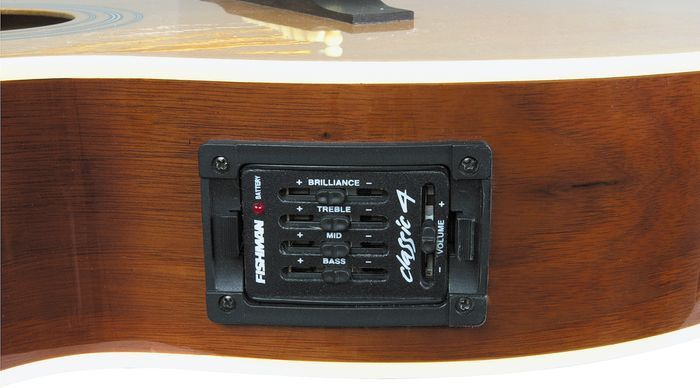
اکولایزر یک گیتار الکتروآکوستیک